# Eldtofsbarbett
Eldtofsbarbett (Psilopogon pyrolophus) är en fågel i familjen asiatiska barbetter inom ordningen hackspettartade fåglar.

## Utseende
Eldtofsbarbetten är en 28–29 cm huvudsakligen grön barbett. Hanen har rödspetsade hjässfjädrar, grått ansikte, gul strupfläck kantat av ett svart bröstband och en röd tofs med fjädrar vid näbbroten som gett arten dess namn. Näbben är relativt kraftig, gul med ett svart band på mitten. Honan saknar det röda på hjässan och ungfågeln är mattare i färgerna.

## Utbredning och systematik
Fågeln förekommer i bergsskogar på Malackahalvön och Sumatra, men även funnen i södra Thailand. Den behandlas som monotypisk, det vill säga att den inte delas in i några underarter. 

### Släktestillhörighet
Eldtofsbarbetten placerades tidigare som ensam art i släktet Psilopogon. Genetiska studier har dock visat att den är fylogenetiskt inbäddad bland arterna i det stora släktet Megalaima. Eftersom Psilopogon har prioritet före Megalaima, det vill säga namngavs före, inkluderas numera det senare släktet i det förra.

## Status och hot
Arten har ett stort utbredningsområde, men tros minska i antal, dock inte tillräckligt kraftigt för att den ska betraktas som hotad. Internationella naturvårdsunionen IUCN listar därför arten som livskraftig (LC).